# رقص محلی آمریکا (فیلم)
رقص محلی آمریکا (به انگلیسی: Square Dance) فیلمی محصول سال ۱۹۸۷ و به کارگردانی دنیل پتری است. در این فیلم بازیگرانی همچون وینونا رایدر، جیسون روباردز، جین الکساندر و راب لو ایفای نقش کرده‌اند.